# Sneum Digesø
Sneum Digesø er en omkring 20 hektar stor kunstig sø, der er dannet da man gravede, klæg (eller  slik) til  vadehavsdigerne. Den ligger ved udløbet  af Sneum Å, nord  for  slusen  fra 1923, ved Store Darum i Allerup Enge, i Esbjerg Kommune, syd for byen Esbjerg. 
Det er et lavvandet  søområde med  øer, tanger og vige, og ligger  i marsken bag diget. Søen blev dannet da man først i 1990’erne  besluttede at Darum Tjæreborg diget skulle forstærkes ved bl.a. at gøre forskråningen længere og fladere. Som erstatning for de naturværdier, der forsvandt på forlandet, opkøbtes 56 ha marsk i Allerup Enge, som nu er udlagt  som naturreservat. Søen ligger i  Natura 2000-område nr. 89 Vadehavet og Nationalpark Vadehavet. 

## Fugleliv
Søen har et rigt fugleliv, og en stor mængde  fugle benytter året rundt området som raste-, fouragerings- eller yngleområde. Der er store kolonier af hættemåger på øerne, og grågås, skeand, troldand og strandskade og  klyder yngler der. På engene omkring søen yngler arter som vibe, rødben og
gul vipstjert. Ved søen ses i træktiden  gravænder, pibeænder og gråænder, mens store flokke af bramgæs  græsser på engene. Ved højvande kommer Stor Regnspove og Hjejle også til søen

## Eksterne kilder og henvisninger
1. ↑  Nogle Bemærkninger om Marskdannelsen i det danske Vadehav. Arkiveret 14. november 2016 hos  Wayback Machine ...Det maa saaledes paapeges, at Begreber som Sand, Klæg og Slik aldrig er blevet fæstnede paa en saadan Maade, at man virkelig ved, hvad man taler om. Geografisk Tidsskrift, Bind 41 (1938)

- Folder om Sneum Digesø Arkiveret 13. november 2016 hos  Wayback Machine
- Om søen Arkiveret 12. november 2016 hos  Wayback Machine på visitesbjerg.dk

|  | Denne artikel om lokaliteten Sneum Digesø kan blive bedre, hvis der indsættes et (bedre) billede. Du kan hjælpe ved at afsøge Wikimedia Commons for et passende billede eller lægge et op på Wikimedia Commons med en af de tilladte licenser og indsætte det i artiklen. |

55°26′13.12″N 8°36′8.03″Ø / 55.4369778°N 8.6022306°Ø